# Csaharok
A csahar mongol törzs, amelynek tagjai a mongol nyelv csahar nyelvjárását beszélik.
A csaharok eredetileg Kubiláj kán egyik területén, Csingcsao (a mai Hszian) környékén éltek. A 15. században vándoroltak át Saangsziból Délkelet-Mongóliába. Dajan kán egyik tümenje lettek és később is a kán utódai vezették őket.
Altan kán nyomása alatt Darajiszun vezetésével a 16. század közepén kelet felé vándoroltak a Liao folyóhoz. A 17. század elején a csahar Ligden kán mandzsu nyomás alatt nyugat felé indított hadjáratot. Amikor Kanszuban, útban Tibet felé meghalt, fia megadta magát a mandzsuknak.  
A csahar kánok jó kapcsolatokat tartottak fenn a mandzsu uralkodói családdal, amíg 1663-ban meg nem halt Makata Gege, Hong Tajcsi lánya és egy csahar herceg felesége. A Három Vazallus Lázadása néven ismert, 1673-ban kitört felkelés során a csahar uralkodó is felkelt a Csing-dinasztia ellen, de hamar legyőzték. A csaharokat a mandzsu Nyolc Zászló rendszerébe olvasztották és a Csancshuu hegy köré kellett költözniük, de közvetlenül a császár fennhatósága alá tartoztak.